# Solanum cobanense
Solanum cobanense är en potatisväxtart som beskrevs av J.L.Gentry. Solanum cobanense ingår i släktet skattor som ingår i familjen potatisväxter. Inga underarter finns listade i Catalogue of Life.